# قائمة الصفائح التكتونية

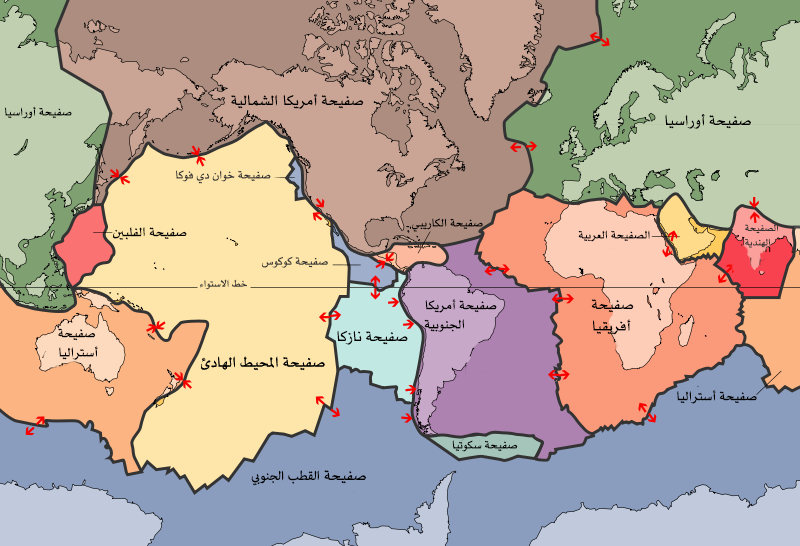
الصفائح الرئيسية الخمسة عشر

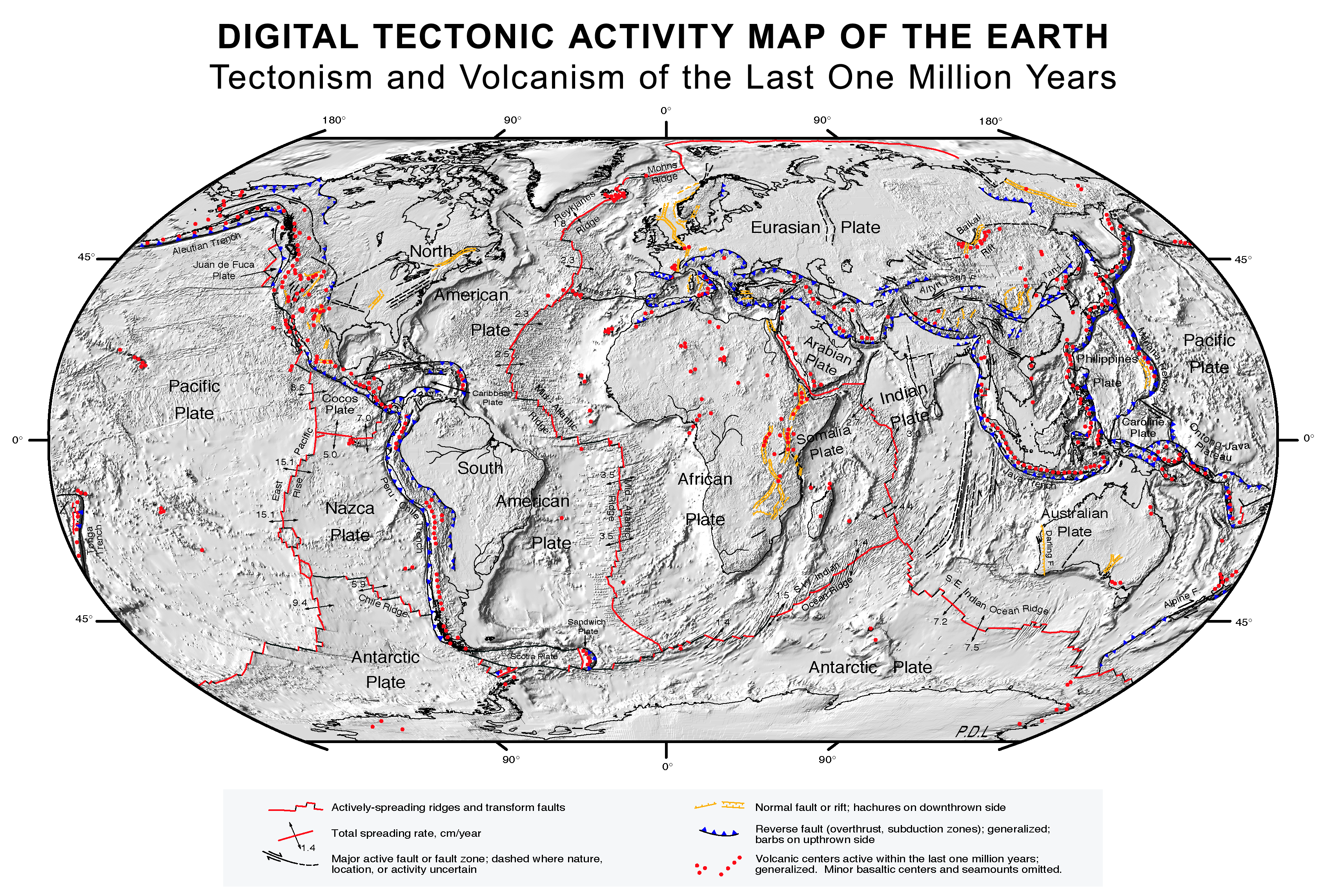
خارطة الصفائح التكتونيه من ناسا

الصفائح التكتونية على سطح الأرض هي قطع من قشرة الأرض والغطاء العلوي، ويشار إليها معاً باسم الغلاف الصخري. تبلغ سماكة هذه الألواح حوالي 100 كم (62 ميل) وتتألف من نوعين رئيسيين من المواد: القشرة المحيطية (وتسمى أيضًا السما تتكون من السيليكون والمغنيسيوم) والقشرة القارية (التي تتكون من السيلكا والالمنيوم). يختلف تكوين الصفيحة القارية عن المحيطيه بشكل ملحوظ، حيث تهيمن الصخور البازلتية المغنسية على القشرة المحيطية، بينما تتكون القشرة القارية بشكل أساسي من صخور الجرانيت ذات الكثافة المنخفضة.

## الصفائح الارضية بالوقت الحالي
يتفق علماء طبقات الأرض عمومًا على أن الصفائح التكتونية التالية تمثل سطح الأرض في الوقت الحالي ويمكن تمييز حدود الصفائح بوضوح. تنقسم الصفائح التكتونية أحيانا إلى ثلاث فئات عامة إلى حد ما: الصفائح الرئيسة (أو الأولية)، الصفائح الفرعية (أو الثانوية)، والصفيحات الصغيرة (أو الصفائح الثالثية).

### الصفائح الرئيسة
تشكل هذه الصفائح الجزء الأكبر من القارات والمحيط الهادئ. فإن الصفيحة الرئيسية هي أي صفحة بمساحة تزيد على 20 مليون كيلومتر مربع.
- صفيحة المحيط الهادي – 103 300 000 كم2
- صفيحة أمريكا الشمالية – 75,900,000 كم2
- الصفيحة الأوراسية – 67 800 000 كم2
- الصفيحة الأفريقية – 61 300 000 كم2
- الصفيحة القطبية الجنوبية – 60 900 000 كم2
- الصفيحة الهندية الأسترالية – 58 900 000 كم2 تشمل صفيحتين:
  - الصفيحة الأسترالية – 47,000,000 كم2
- صفيحة أمريكا الجنوبية – 43,600,000 كم2

### الصفائح الثانوية
غالبًا ما لا تظهر هذه الصفائح الصغيرة على خرائط الصفائح الرئيسة، حيث لا تشتمل الغالبية العظمى منها على مساحة أرضية كبيرة. لأغراض هذه القائمة ، فإن الصفيحة الصغيرة هي أي صفيحة تقل مساحتها عن 20 مليون كيلومتر  2  لكن أكبر من مليون كيلومتر  2 .
- الصفيحة الصومالية – 16 700 000 كم2
- صفيحة هندية – 11 900 000 كم2
- صفيحة نازكا – 1 560 000 كم2
- صفيحة الفلبين – 5 500 000 كم2
- الصفيحة العربية – 5 000 000 كم2
- صفيحة الكاريبي _33 000 000 كم2
- صفيحة كوكوس – 2 900 000 كم2
- صفيحة كارولينا [الإنجليزية] – 1 700 000 كم2
- صفيحة سكوتيا [الإنجليزية] – 1 600 000 كم2
- صفيحة بورما – 1 100 000 كم2
- صفيحة هيبريدس الجديدة [الإنجليزية] – 1 100 000 كم2
- الأمورية [الإنجليزية]
- صفيحة أوخوتسك [الإنجليزية]
- صفيحة ساندا [الإنجليزية]
- صفيحةيانغتسي [الإنجليزية]
- الصفيحة الهندية

### الصفائح الصغيرة (صفيحات)
غالبًا ما يتم تجميع هذه اللوحات بلوحة رئيسية مجاورة على خريطة. فإن الصفيحة الصغيرة هي أي لوحة بمساحة تقل عن مليون كيلو متر مربع. تحدد بعض النماذج المزيد من الصفائح البسيطة داخل (تكوين الجبال) (الأحداث التي تؤدي إلى تشوه بنيوي كبير في الغلاف الصخري للأرض) مثل صفائح بوليا وبلانكا وحزام الفلبين. قد يكون هناك إجماع علمي حول ما إذا كان ينبغي اعتبار هذه الصفائح أجزاء متميزة من القشرة الأرضية؛ وبالتالي يمكن أن البحوث الجديدة تغيير هذه القائمة.
- الصفيحة الإفريقية
  - صفيحة البحر الأدرياتيكي [الإنجليزية]، تُعرف أيضًا باسم الصفيحة البوليانية - وهي صفيحة تكتونية صغيرة في البحر الأبيض المتوسط
  - صفيحة لواندل [الإنجليزية]، صفيحة ميكروية محيطية تكتونية بشكل أساسي قبالة الساحل الجنوبي الشرقي لأفريقيا
  - صفيحة مدغشقر [الإنجليزية]،إحدى الصفائح التكتونية الثلاثة التي تساهم في الصفيحة النوبية والصومالية
  - صفيحة روفوما [الإنجليزية]
  - صفيحة فيكتوريا الصغيرة
- الصفيحة القطبية الجنوبية
  - صفيحة شرق أنتاركتيكا
- صفيحة شتلاند
- صفيحة ساندويتش الجنوبية
- صفيحة أسترالية
- لوحة الجدي
- صفيحة فوتانا
- صفيحة كرماديك
- صفيحة موكي
- صفيحة نايفو
- صفيحة تونغا
- صفيحة وودلارك
- صفيحة الكاريبي
- صفيحة بنما
- جونافا (صفيحة صغيره)
- صفيحة كوكوس
- صفيحة ريفيرا
- صفيحة آسيوي
- صفيحة بحر ايجه (أو اللوح الهيليني)
- صفيحة امورية
- صفيحة الأناضول باندا
- صفيحة البحر
- الصفيحة الايبيرية
- الصفيحة الإيرانية
- صفيحة بحر ملوكا
- صفيحة الهالماهيرا
- صفيحة سانجي
- صفيحة أوكيناوا
- صفيحة بيلسو صندا
- صفيحة تيمور
- صفيحة تيسا
- صفيحة اليانغتسى
- صفيحة نازكا
- صفيحة بلايت
- صفيحة مالبيلو
- صفيحة أمريكا الشمالية
- صفيحة غرينلاند
- صفيحة اوخوتسك
- صفيحة خوان دي فوكا
- صفيحة مستكشف جوردا
- صفيحة المحيط الهادئ
- صفيحة بالمورا
- صفيحة رأس الطيور
- صفيحة كارولين
- صفيحة كونوي
- لوحة عيد الفصح
- جالجباكوس
- صفيحة خوان فرنانديز
- صفيحة كولا
- صفيحة مانوس
- صفيحة الهبريد الجديدة
- صفيحة الشمال بسمارك
- شمال جالجباكوس
- صفيحة بحر سليمان
- صفيحة جنوب بسمارك
- صفيحة البحر الفلبينى
- صفيحة ماريانا
- صفيحة الفلبين
- صفيحة أمريكا الجنوبية
- صفيحة ألتيبلانو
- صفيحة فالكلاند
- صفيحة شمال الانديز

## التكوينات القارية القديمة
في تاريخ الأرض، ظهرت العديد من الصفائح التكتونية، وامتدت عبر السنوات المتداخلة إما إلى صفائح أخرى لتشكيل لوحات أكبر، أو صعودها إلى صفائح أصغر، أو تم سحقها أو وضعها تحت صفائح أخرى (أو فعلناها جميعًا).

### القارات العملاقة القديمة
القارة العملاقة هي كتلة تتكون من عدة قارات مضاعفه. تتضمن القائمة التالية القارات العملاقه التي يعتقد بانها كانت موجوده في تاريخ الأرض:
- كولومبيا
- يوروميركا
- جندوانا
- كينورلاند
- لايوريسيا
- نينا
- بانجيا
- بانوتيا
- بروتو لوراسيا
- رودينيا
- اور
- فالبارا  [لغات أخرى]‏

### الصفائح والكراتونات التاريخية
ليس من السهل تحديد كل حدود الصفائح، خاصة للقطعة القديمة من القشرة. قائمة التالية من كراتون القديمة، الصفائح الصغيره، لوحات، الدروع، الاقاليم والمناطق لم تعد موجودة لوحات منفصلة. كراتون هي أقدم الأجزاء وأكثرها ثباتًا في الغلاف الصخري القاري، والدروع هي المساحة المكشوفة في الكراتون تعتبر الألواح الدقيقة عبارة عن صفائح تكتونية صغيرة، وهي عبارة عن أجزاء من المادة القشرية المكونة على صفيحة تكتونية واحدة وتكسب على القشرة تطفوعلى صفيحة أخرى، وتكون المناطق عبارة عن أشرطة من الصخور المتشابهة على صفيحة تشكلها تراكمات ترابية أو تكوين صخري محلي. قد تكون أو لا تكون الأرض قد نشأت كقوالب صغرى مستقلة: قد لا يحتوي الترابين على السماكة الكاملة لطبقة الغلاف الصخري.

#### الصفيحة الإفريقية
- الأطلسية تشكلت القارة القديمة خلال عصر البروتيروزويك منذ حوالي ملياري سنة.
- بانغويولو بلوك جزء من كراتون الكونغو في وسط إفريقيا (زامبيا).
- كراتون الكونغو،كراتون ما قبل الكمبري التي تشكل مع أربعة آخرين قارة إفريقيا الحديثة (أنغولا ، الكاميرون ، جمهورية أفريقيا الوسطى ، جمهورية الكونغو الديمقراطية ، الغابون ، السودان ، وزامبيا)
- كابفال كروتون (جنوب إفريقيا)

- كالاهاري كراتون (جنوب أفريقيا)
- صحراء ميتاكراتون (الجزائر)

سيباكوي بروتو كروتون (زيمبابوي)
- كرتون التنزاني (تنزانيا)

غرب قرطتان (الجزائر ، بنين ، بوركينا فاسو ، كوت ديفوار ، غامبيا ، غانا ، غينيا ، غينيا بيساو ، ليبيريا ، مالي ، موريتانيا ، المغرب ، نيجيريا ، السنغال ، سيراليون ، وتوغو)
- زائير كروتون (الكونغو)
- زيمبابوي كراتون (زيمبابوي)  [لغات أخرى]‏

#### الصفيحة القطبية الجنوبية
- صفيحة بيلنجشاسين
- صفيحة شاركو  [لغات أخرى]‏
- شرق القارة القطبية الجنوبية
- صفيحة طائر الفينيق

#### الصفيحة الأوراسية
- أرموريكا (فرنسا وألمانيا وأسبانيا والبرتغال)
- أفالونيا (كندا وبريطانيا العظمى والولايات المتحدة)
- لوحة البلطيق (روسيا)
- بلوموريان كراتون
- وسط ايبيريا بلايت (اسبانيا)
- لوحة Cimmerian (الأناضول وإيران وأفغانستان والتبت والهند الصينية ومالايا)
- شرق الصين Craton (الصين)
- شرق أوروبا Craton (روسيا والدول الاسكندنافية)
- درع فينوساندياندي (النرويج والسويد وفنلندا)
- Junggar Plate (الصين)
- لوحة صدرية
- كاريليان كراتون (فنلندا وروسيا)
- كازاخستان (كازاخستان)
- كولا كراتون (شمال غرب روسيا)
- لاسا تراين
- ماسيف سنترال
- لوحة مولدانبيان (النمسا)
- مورافو سيليسيان صفيحة (تشيكيا)
- ميدلاندز ميكروكراتون (بريطانيا العظمى)
- شمال الأطلسي
- شمال الصين Craton (الصين وكوريا)
- أوسا مورينا بلايت (اسبانيا)

صفيحة بيمونت لاغوريا ‏
- بروتو_جبال الالب

لوحة رينوهنساين ‏
- سارماتيان كراتون (اوكرانيا)
- لوحة ساكسوثورين
- سيبيريا كراتون (روسيا)
- لوحة البرتغال الجنوبية (البرتغال)
- تاريم كراتون (الصين)
- تيبلا باراند (الجمهورية التشيكية)
- الدرع الأوكرانية (أوكرانيا)
- صفيحة فاليه
- فولغو أوراليان كروتون (روسيا)
- ياكوتاي كراتون، شرق (روسيا)
- اليانغتسى كراتون (الصين)

#### الصفيحة الأسترالية الهندية

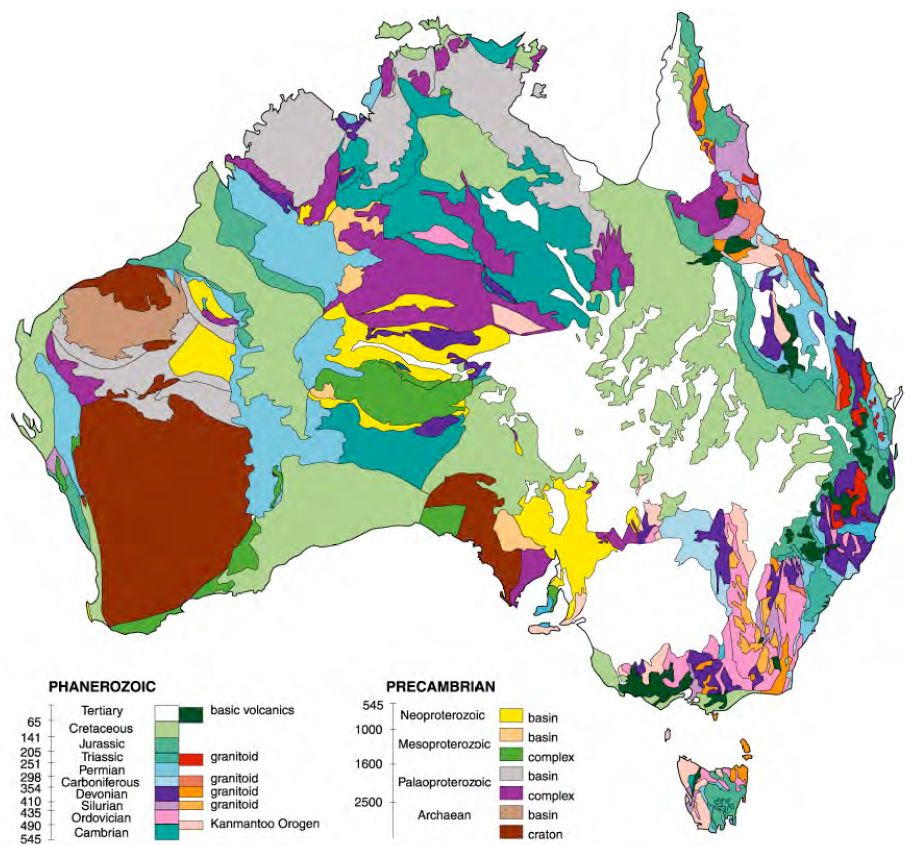
لمناطق الجيولوجية الأساسية في أستراليا ، حسب العمر.

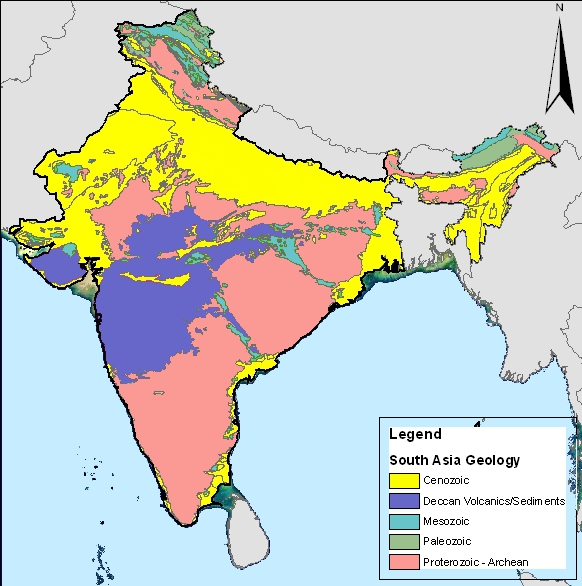
خريطة حسب عمر الطبقات للهند

- لجنادرية (أستراليا)
- باندهارا كراتون (الهند)
- بوندلخان، (الهند)
- دهاروار كراتون (الهند)
- سنترال كروتون (أستراليا)
- كورنامونا كراتون (أستراليا)
- جولير كروتون (أستراليا)
- كراتون هندي (الهند)
- ناروما تيراين (أستراليا)
- بيلبارا كراتون (أستراليا)
- سينغبوم كروتون (الهند)
- ييلجارن كراتون (أستراليا)
- درع أستراليا الغربية (أستراليا)
- نيوزيلندا،

#### صفيحة أمريكا الشمالية

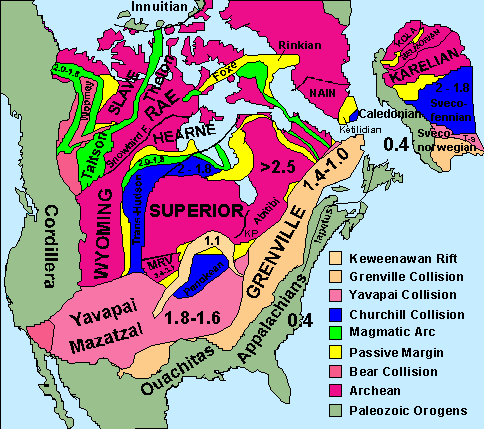
(درع أمريكا الشمالية وصخور القاعدة)

- فالونيا (كندا وبريطانيا العظمى والولايات المتحدة)
- صفيحة كارولينا
- تشرشل كروتون (كندا
- صفيحة فارولين مقسم إلى كاكوس وو\خوان دي فوكا وصفيحة بلانكا ونازكا بلانكا
- وصفيحة النهر) فلوريدا (الولايات المتحدة)
- هيرن كروتون (كندا)
- درع لورانس (كندا والولايات المتحدة)
- لوحة معزولة
- لوحة انترمونتين
- لوحة ازاناغي
- صفيحة مكسيكي (المكسيك)
- مقاطعة نين (كندا)
- صفيحة نيوفاوندلاند (كندا)
- نوفا سكوتيا بلايت
- راي كريتون (كندا)
- ساسك كراتون (كندا)
- سكلافيا كراتون (كندا)
- الرقيق (كندا)
- سوبرت كريتون (كندا)
- وايومنغ كروتون (الولايات المتحدة)

#### صفيحة أمريكا الجنوبية
- كراتون الأمازون مقاطعة جيولوجية في أمريكا الجنوبية (البرازيل)
- درع غيانا، تكوين جيولوجي ما قبل الكمبري في شمال شرق أمريكا الجنوبية (البرازيل وكولومبيا وغويانا الفرنسية وغيانا وسورينام وفنزويلا)
- كراتون ريو آبا، كتلة قارية متوسطة الحجم في أوروغواي وشرق الأرجنتين وجنوب البرازيل (البرازيل وباراغواي)
- ريو دي لا بلاتا كروتون (الأرجنتين وأوروغواي)
- كراتون ساو فرانسيسكو، كراتون قديم في شرق أمريكا الجنوبية (البرازيل)
- كراتون أريكويبا-أنتوفالا (الأرجنتين وبوليفيا وشيلي وبيرو)